# مظر (روستا)
 مظر  به عربی ( مُظِر )، روستایی است در دهستان وراق از توابع استان اِب در کشور یمن در شبه جزیره عربستان.

## جمعیت
جمعیت آن ( 88 ) نفر ( 12 خانوار) می‌باشد.